# Jonas Holøs
Jonas Holøs, född 27 augusti 1987 i Sarpsborg, Norge, är en norsk före detta professionell ishockeyspelare. Holøs gjorde seniordebut i moderklubben Sparta Warriors under säsongen 2003/04. Efter ytterligare fyra säsonger i klubben, lämnade han Norge för spel med Färjestad BK i SHL (dåvarande Elitserien). Under sin första säsong med Färjestad vann han SM-guld och efter ytterligare en säsong i SHL, lämnade han Sverige för spel i Nordamerika. Holøs hade tidigare, under sommaren 2008, draftats som 170:e spelare totalt av Colorado Avalanche. Han gjorde NHL-debut under säsongen 2010/11, och spelade också för klubbens farmarlag i AHL, Lake Erie Monsters.
Holøs återvände till Sverige efter en säsong i Nordamerika. Han tillbringade två säsonger med Växjö Lakers HC, innan han under två säsonger representerade den ryska klubben Lokomotiv Jaroslavl i KHL. 2014 vann Holøs Gullpucken, som tilldelas säsongens bästa norska ishockeyspelare. Säsongen 2015/16 återvände Holøs för två säsonger med Färjestad BK, innan han åter lämnade Sverige, denna gång för spel med den schweiziska klubben Fribourg-Gottéron i NL. Från 2019 spelade han två säsonger för Linköping HC i SHL. Holøs var sedan aktiv under ytterligare två säsonger, men spelade endast ett fåtal matcher på grund av skadeproblem. Efter en säsong med den tyska klubben Kölner Haie i DEL återvände han till Sparta Warriors, där han sedermera avslutade sin spelarkarriär 2023.
Holøs representerade det norska landslaget vid 15 VM-turneringar, och var under turneringarna 2017–2021 Norges lagkapten. Dessutom medverkade han vid två OS med Norge. Som junior spelade han tre JVM och två U18-VM.

## Karriär

### Klubblag

#### 2003–2011: Början av karriären och spel i NHL
Holøs inledde sin ishockeykarriär i moderklubben Sparta Warriors säsongen 2003/04, vid 16 års ålder. Tränarna såg snabbt Holös potential och det dröjde inte länge förrän man plockade upp Holös till Warriors J20-lag. Det var i J20-truppen som Holøs fick sitt genombrott och snabbt etablerade sig som en av ligans absolut bästa backar. Han gjorde sin första kompletta säsong med Warriors 2004/05 då han på 41 grundseriematcher noterades för tre mål och två assistpoäng. Två år senare stod han för sin poängmässigt bästa säsong i Get-ligaen, då han slutade på sjätte plats i backarnas poängliga. På 40 matcher stod han för 30 poäng (11 mål, 19 assist). Efter ytterligare en säsong med Warriors lämnade Holøs moderklubben för spel i Sverige. Efter den sista säsongen med Warriors togs Holøs ut till Get-ligaens All Star-lag.

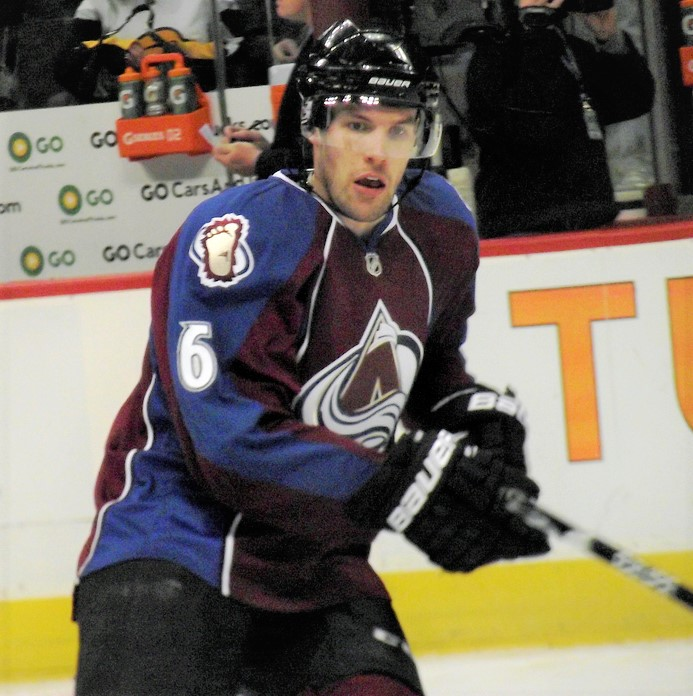
Holøs med Colorado Avalanche 2011.

Den 18 april 2008 meddelade Färjestad BK i SHL att man skrivit ett avtal med honom. Kort därefter, under sommaren 2008, draftades Holøs av Colorado Avalanche i den sjätte rundan som 170:e spelare totalt. Holøs gjorde SHL-debut den 18 september 2008 i en match mot Brynäs IF. Senare samma månad, i grundseriens tredje omgång, den 22 september, gjorde han sitt första SHL-mål, på Gusten Törnqvist, då Luleå HF besegrades med 2–0. Färjestad vann grundserien och Holøs noterades för åtta mål och åtta assistpoäng på 55 matcher. I det efterföljande SM-slutspelet slog laget ut både Brynäs IF och Skellefteå AIK i kvarts- respektive semifinal med 4–0 i matcher. I finalen ställdes man mot HV71, där man lyckades vända 0–1 till 4–1 i matchserien. Holøs stod för tre mål och tre assist på 13 slutspelsmatcher. Holøs gjorde sedan ytterligare en säsong i Färjestad, där laget slogs ut ur SM-slutspelet i kvartsfinal av Skellefteå AIK med 4–3 i matcher. 
Den 26 maj 2010 meddelades det att Holøs skrivit ett avtal med Avalanche i NHL. Den 16 oktober samma år gjorde han NHL-debut i en match mot New York Islanders. I sin sjätte NHL-match, den 28 oktober 2010, noterades Holøs för sin första poäng i ligan då han assisterade till ett mål av T.J. Galiardi, i en 6–5-seger mot Calgary Flames. Resten av säsongen pendlade Holøs mellan Avalanche och spel med klubbens farmarlag i AHL, Lake Erie Monsters. Den 23 november 2010 spelade han sin första match i AHL, mot Chicago Wolves. På 39 grundseriematcher i NHL noterades han för sex assistpoäng. I AHL spelade han 17 matcher för Monsters och stod även där för sex assistpoäng. Då Avalanche misslyckats med att ta sig till Stanley Cup-slutspelet, avslutade Holøs säsongen med Monsters i Calder Cup-slutspelet. I åttondelsfinal ställdes laget mot Manitoba Moose. I den sjunde och avgörande matchen gjorde Holøs sitt första mål i AHL, på Eddie Läck, då han öppnade målskyttet i matchen. Laget föll dock med 4–1 och var således utslagna ut slutspelet.

#### 2011–2017: Återkomst till Europa
Den 14 oktober 2011 meddelades det att Holøs och Avalanche enats om att bryta avtalet. Kort därefter meddelades det att han skrivit ett tvåårsavtal med Växjö Lakers HC i SHL. Växjö slutade på nionde plats i grundserien och missade därför SM-slutspelet. På 41 matcher noterades Holøs för nio poäng, varav två mål. Under sin andra säsong i klubben ökade Holøs sin poängproduktion betänkligt. Tillsammans med Noah Welch var han lagets poängmässigt främsta back med 17 poäng på 55 grundseriematcher (4 mål, 13 assist). Växjö misslyckades dock att ta sig till SM-slutspel, för andra året i följd.
Den 14 mars 2013 bekräftade den ryska klubben Lokomotiv Jaroslavl i KHL att man skrivit ett avtal med Holøs. Han gjorde sedan KHL-debut den 6 september samma år i en 2–1-förlust mot HK Jugra Chanty-Mansijsk. Senare samma månad, den 20 september, noterades Holøs för sitt första KHL-mål, på Mark Dekanich, då KHL Medveščak Zagreb besegrades med 3–2. Under säsongens gång var Holøs målfarligast bland backarna i Lokomotiv Jaroslavl med sex gjorda mål. Totalt stod han för 14 poäng på 52 grundseriematcher. Laget, som var ett av de lägst rankade inför Gagarin Cup-slutspelet, lyckades slå ut grundseriesegraren HK Dynamo Moskva med 4–3 i matcher i åttondelsfinal. Man slog därefter också ut SKA Sankt Petersburg med 4–2 i matcher, innan man slogs ut av HC Lev Prag med 4–1 i semifinalserien. På 16 slutspelsmatcher stod Holøs för fyra assistpoäng. Denna säsong vann Holøs Gullpucken, som tilldelas säsongens bästa norska ishockeyspelare.

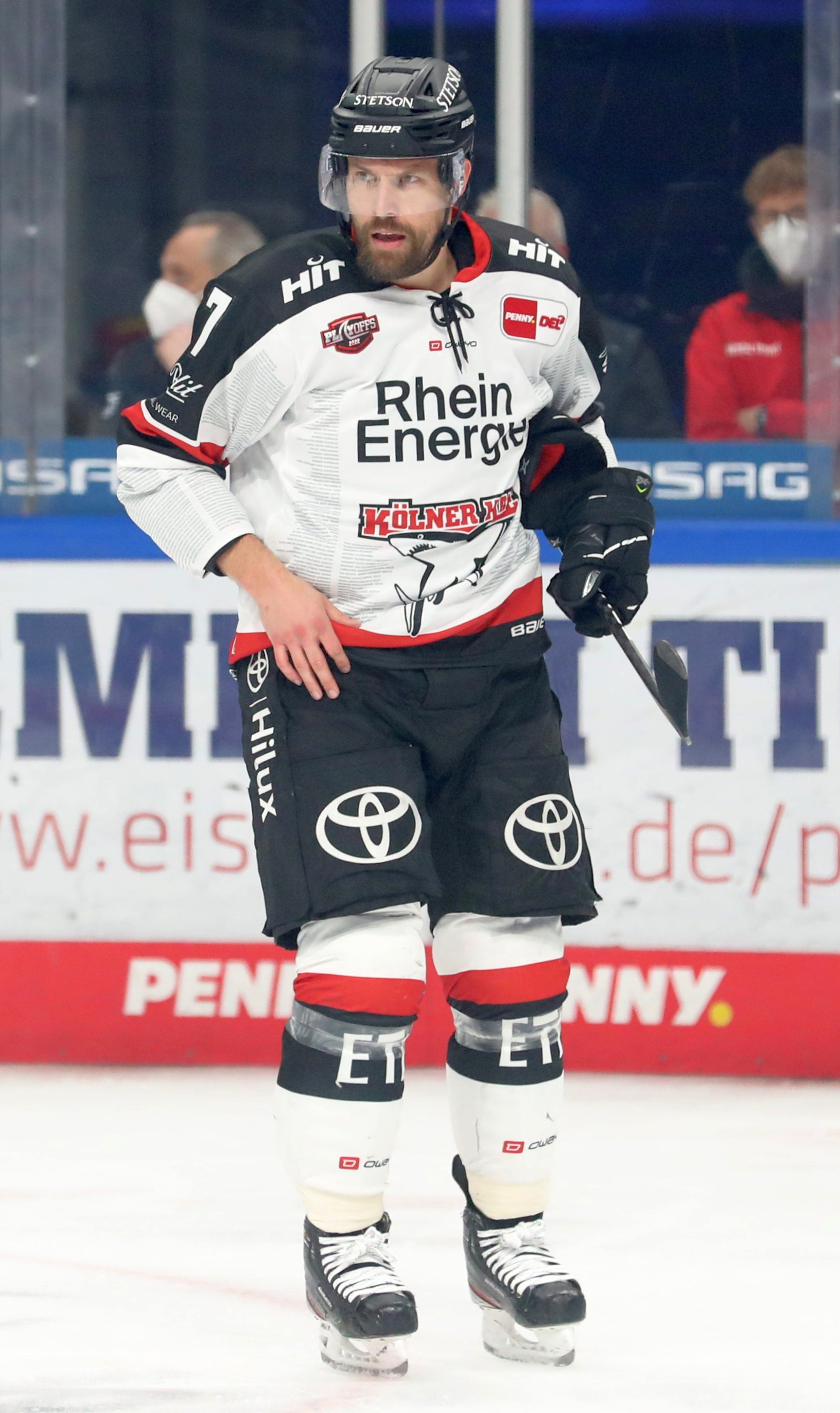
Holøs med Kölner Haie 2022.

Holøs spelade sedan ytterligare en säsong med Lokomotiv Jaroslavl. Han förbättrade sin poängnotering från föregående säsong till 19 poäng på 60 grundseriematcher, vilken gav honom en andraplats bland backarna i den interna poängligan. I slutspelet slogs laget omgående ut av HK Dynamo Moskva med 4–2 i matcher. På dessa sex matcher noterades Holøs för en assistpoäng.
Den 15 juni 2015 bekräftades det att Holøs återvänt till Färjestad BK som han skrivit ett ettårsavtal med, med option på ytterligare en säsong. Han missade fem matcher i inledningen av säsongen 2015/16 då han ådragit sig en fraktur i ena tummen. Även i slutet av grundserien, och de två första matcherna i SM-slutspelet, var Holøs borta från spel. Totalt spelade han 40 grundseriematcher där han noterades för 17 poäng (fem mål, tolv assist). Laget slogs ut omgående av Luleå HF i kvartsfinalserien med 4–1 i matcher. På de tre matcherna Holøs spelade gick han poänglös.
Säsongen 2016/17, Holøs fjärde säsong med Färjestad, tangerade han sitt målrekord i ligan från säsongen 2008/09 och noterades för tredje gången i SHL för 17 poäng i grundserien. Han missade endast en match av grundserien och stod för åtta mål och nio assistpoäng. Laget slog ut Djurgårdens IF i play-in med 2–1 i matcher, men slogs sedan ut i kvartsfinalserien av HV71 med 4–0 i matcher. På dessa sju matcher stod Holøs för ett mål och två assist.

#### 2017–2023: Fortsatt spel i Europa och hemkomst till Norge
Den 30 maj 2017 bekräftade den schweiziska klubben Fribourg-Gottéron i Nationalliga A att man skrivit ett tvåårsavtal med Holøs. Inför säsongen utsågs han till en av lagets assisterande lagkaptener. Den 8 september gjorde han debut i NLA, i en 2–1-seger mot Genève-Servette Hockey Club. Fyra dagar senare, den 12 september, gjorde han sitt första NLA-mål, på Jonas Hiller, då EHC Biel besegrades med 2–3. Totalt noterades Holøs för 14 poäng på 38 grundseriematcher, varav två mål. I det följande slutspelet slogs laget ut i kvartsfinal. Under sin andra säsong i Schweiz stod Holøs för 17 poäng på 49 grundseriematcher och var Fribourg-Gottérons poängmässigt främsta back.
Den 18 juni 2019 presenterades Holøs som ett av Linköping HC:s nyförvärv då han skrivit ett tvåårsavtal med klubben. Han utsågs till en av lagets assisterande kaptener och var klubbens poängmässigt bästa back under säsongen 2019/20. Han var en av tre spelare i laget att spela samtliga 52 grundseriematcher: på dessa matcher noterades han för 18 poäng, varav fem mål. Under sin andra säsong i klubben dalade Holøs poängproduktion då han på 48 matcher noterades för fem mål och fyra assist, samtidigt som laget misslyckades att ta sig till SM-slutspel.
Den 14 juni 2021 stod det klart att Holøs skrivit ett ettårsavtal med den tyska klubben Kölner Haie i DEL. På grund av skadebekymmer spelade han dock endast sex grundseriematcher för klubben. Han spelade också fyra slutspelsmatcher där han noterades för ett mål.
Den 27 april 2022 bekräftades det att Holøs återvänt till Sparta Warriors efter 14 säsonger utomlands, då han skrivit ett treårsavtal med klubben. På grund av en knäskada missade han dock hela grundserien säsongen 2022/23. Han var åter i spel till den första semifinalmatchen i det följande slutspelet då Sparta mötte Stavanger Oilers. I denna match ådrog han sig dock en skada på ena tummen, vilken gjorde att han tvingades till operation kort därefter. Den 4 augusti 2023 bekräftades det att Holøs avslutat sin spelarkarriär på grund av sin skadeproblematik.

### Landslag

#### 2004–2007: Juniorlandslag
I ungdoms- och juniorsammanhang har Holøs representerat Norge vid två U18-VM och tre JVM. Han spelade sitt första U18-VM 2004 i Vitryssland. Norge förlorade i samtliga matcher och degraderades därför till mästerskapets division 1. På sex spelade matcher noterades Holøs för en assistpoäng. Holøs spelade även i den efterföljande turneringen, där Norge endast förlorade en match och därför åter avancerade till U18-VM:s toppdivision. Tillsammans med Mats Frøshaug och Per Ferdinand Stensund gjorde han flest mål för Norge i turneringen. På fem matcher noterades han för fyra poäng, varav tre mål.
Holøs spelade sitt första JVM i slutet av 2004 i Storbritannien. Norge spelade då i JVM:s division 1 och lyckades avancera till toppdivisionen efter att ha vunnit samtliga av sina matcher i turneringen. På fem matcher noterades Holøs för två assistpoäng. 2006 avgjordes JVM i Kanada. I gruppspelet lyckades Norge endast göra tre mål och förlorade samtliga fyra matcher. Man förlorade sedan mot Slovakien och Lettland i nedflyttningsomgången och degraderades därför åter till JVM:s division 1. Holøs gick poänglös ur dessa fyra matcher. Han spelade sedan sitt tredje och sista JVM i Danmark i december 2006. Turneringen blev ett misslyckande för Norge då man slutade näst sist i sin grupp. På fem matcher stod Holøs för ett mål och en assistpoäng.

#### 2006–2021: A-landslaget

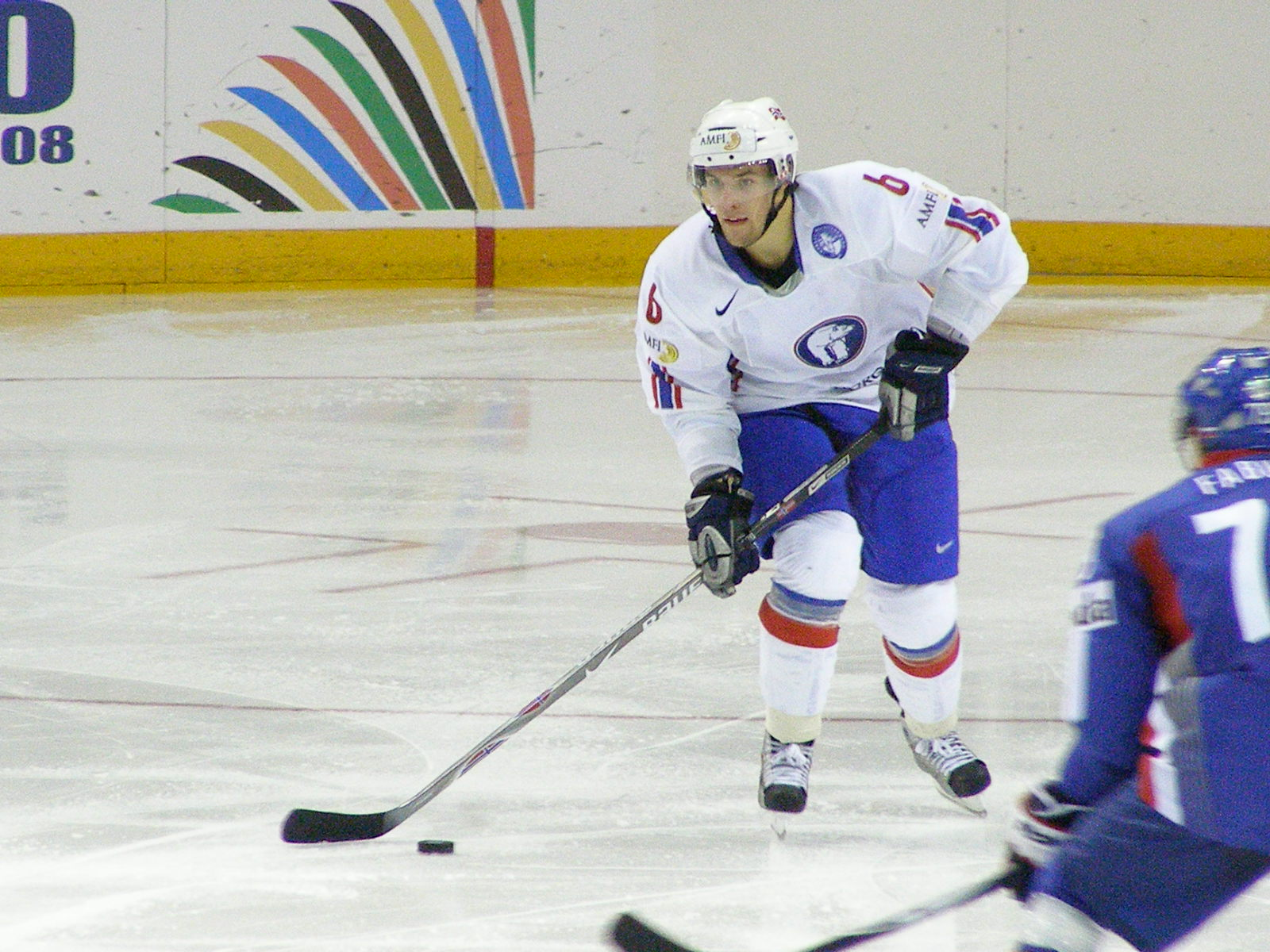
Holøs i landslagströja under VM 2008.

Holøs spelade över 200 A-landskamper och representerade Norge under VM i 15 mästerskap i följd sedan 2006. Vid fyra av dessa tillfällen har han varit Norges lagkapten. Holøs spelade också två OS.
Den 5 maj 2006 gjorde Holøs A-landslagsdebut, under VM i Lettland 2006, i en 3–1-förlust mot USA. Efter att ha tagit sig vidare från den första gruppspelsrundan slogs Norge ut i nästa gruppspel. Holøs gick poänglös under de sex matcher han spelade. Året därpå klarade laget sig kvar i VM:s toppdivision efter att man besegrat Lettland i den sista matchen i nedflyttningsgruppen. Holøs noterades för en assistpoäng på sex matcher. Vid VM i Kanada 2008 tog sig laget vidare från både den första och andra gruppspelsrundan sedan man besegrat Tyskland och tagit poäng mot Finland. I kvartsfinal slogs man dock ut mot värdnationen med 8–2. Holøs noterades för en assistpoäng på sju matcher.
Den 8 februari 2009 gjorde Holøs sitt första mål i A-landslaget, på Patrick Galbraith, då Norge besegrade Danmark med 5–3 i kvalspelet till OS i Vancouver 2010.
Holøs spelade sitt fjärde VM 2009 i Schweiz. Norge undvek spel i nedflyttningsgruppen tack vare en övertidsseger mot Danmark i sista gruppspelsmatchen. Man slogs dock därefter ut i andra gruppspelsrundan. Holøs gick poänglös ur turneringen. 2010 avgjordes VM i Tyskland. Norge lyckades ta sig vidare till den andra gruppspelsrundan sedan man bland annat besegrat Tjeckien med 3–2. Laget slutade på nionde plats och Holøs noterades för ett mål och en assistpoäng på sex matcher.
2011 gjorde han sitt sjätte VM. I öppningsmatchen tog Norge sin första VM-seger någonsin mot Sverige. I kvartsfinal föll man dock mot Finland med 1–4 och slutade sexa i mästerskapet, vilket var Norges dittills bästa resultat i ett VM. Holøs gjorde sitt poängmässigt bästa VM dittills och slutade på tredje plats i backarnas poängliga. På sju matcher stod han för fem poäng (två mål, tre assist). Vid VM 2012 tog sig Norge för andra mästerskapet i följd till kvartsfinalspel. Väl där föll man dock mot Ryssland med 2–5. Poängmässigt stod Holøs för ännu en stark turnering och slog sitt poängrekord från föregående turnering då han på åtta matcher noterades för nio poäng (fyra mål, fem assist). Året därpå, i Sverige och Finland, slogs Norge ut efter gruppspelet och slutade på tionde plats. Holøs gick poänglös från samtliga sju matcher.
2014 blev Holøs uttagen att spela sitt första OS, som avgjordes i Ryssland. Laget slutade tolva, sist av alla lag, efter att ha förlorat samtliga av sina matcher. Norge lyckades endast göra tre mål framåt på de fyra matcher man spelade och Holøs noterades för en assistpoäng.
Vid VM i Vitryssland 2014 blev Holøs utsedd till en av Norges assisterande lagkaptener. Laget slutade på tolfte plats och på sju matcher noterades han för ett mål och en assistpoäng. Vid turneringen 2015 slutade man på elfte plats – Holøs stod för sex poäng och slutade på sjunde plats i backarnas poängliga. Vid VM i Ryssland 2016 spelade han sin elfte VM-turnering. Han stod för tre poäng på sju matcher då Norge slutade på tionde plats i turneringen. Året därpå lyckades Norge inte ta sig vidare till slutspel efter gruppspelet och slutade på elfte plats i turneringen. Holøs, som nu utsetts till Norges lagkapten, noterades för ett mål och en assistpoäng på sju matcher.
Vid OS i Pyeongchang 2018 gjorde Holøs sitt andra OS. Norge slutade fyra i grupp C sedan man förlorat samtliga matcher. I åttondelsfinalen besegrade man dock Slovenien och tog därmed sin första seger i OS på 24 år. I kvartsfinalen, som var Norges första någonsin, föll laget med 1–6 mot OAR. På fem matcher noterades Holøs för en assistpoäng.

## Statistik

### Klubblag
| 2003–04    | Sparta Warriors     | Eliteserien | 1   | 0  | 0  | 0   | 0  | —  | — | — | — | —  |
| 2004–05    | Sparta Warriors     | Eliteserien | 41  | 3  | 2  | 5   | 18 | 4  | 0 | 0 | 0 | 2  |
| 2005–06    | Sparta Warriors     | Eliteserien | 26  | 3  | 4  | 7   | 14 | 6  | 0 | 0 | 0 | 0  |
| 2006–07    | Sparta Warriors     | Eliteserien | 40  | 11 | 19 | 30  | 32 | 13 | 2 | 2 | 4 | 18 |
| 2006–07    | Sparta Warriors 2   | Div. 1      | 1   | 2  | 0  | 2   | 0  | —  | — | — | — | —  |
| 2007–08    | Sparta Warriors     | Eliteserien | 40  | 2  | 20 | 22  | 67 | 6  | 1 | 0 | 1 | 2  |
| 2008–09    | Färjestad BK        | Elitserien  | 55  | 8  | 8  | 16  | 12 | 13 | 3 | 3 | 6 | 8  |
| 2009–10    | Färjestad BK        | Elitserien  | 51  | 1  | 13 | 14  | 24 | 7  | 0 | 0 | 0 | 2  |
| 2010–11    | Colorado Avalanche  | NHL         | 39  | 0  | 6  | 6   | 10 | —  | — | — | — | —  |
| 2010–11    | Lake Erie Monsters  | AHL         | 17  | 0  | 6  | 6   | 8  | 7  | 1 | 1 | 2 | 8  |
| 2011–12    | Växjö Lakers HC     | Elitserien  | 41  | 2  | 7  | 9   | 8  | —  | — | — | — | —  |
| 2012–13    | Växjö Lakers HC     | Elitserien  | 55  | 4  | 13 | 17  | 10 | —  | — | — | — | —  |
| 2013–14    | Lokomotiv Jaroslavl | KHL         | 52  | 6  | 8  | 14  | 12 | 16 | 0 | 4 | 4 | 5  |
| 2014–15    | Lokomotiv Jaroslavl | KHL         | 60  | 10 | 9  | 19  | 10 | 6  | 0 | 1 | 1 | 2  |
| 2015–16    | Färjestad BK        | SHL         | 40  | 5  | 12 | 17  | 6  | 3  | 0 | 0 | 0 | 0  |
| 2016–17    | Färjestad BK        | SHL         | 51  | 8  | 9  | 17  | 8  | 7  | 1 | 2 | 3 | 4  |
| 2017–18    | Fribourg-Gottéron   | NL          | 38  | 2  | 12 | 14  | 8  | 2  | 0 | 0 | 0 | 0  |
| 2018–19    | Fribourg-Gottéron   | NL          | 49  | 3  | 14 | 17  | 8  | 1  | 0 | 0 | 0 | 0  |
| 2019–20    | Linköping HC        | SHL         | 52  | 5  | 13 | 18  | 12 | —  | — | — | — | —  |
| 2020–21    | Linköping HC        | SHL         | 48  | 5  | 4  | 9   | 16 | —  | — | — | — | —  |
| 2021–22    | Kölner Haie         | DEL         | 6   | 0  | 0  | 0   | 0  | 4  | 1 | 0 | 1 | 2  |
| 2022–23    | Sparta Warriors     | Elitserien  | —   | —  | —  | —   | —  | 1  | 0 | 0 | 0 | 0  |
| SHL totalt | SHL totalt          | SHL totalt  | 393 | 38 | 79 | 117 | 96 | 30 | 4 | 5 | 9 | 14 |
| NHL totalt | NHL totalt          | NHL totalt  | 122 | 8  | 19 | 27  | 42 | —  | — | — | — | —  |

### Internationellt
| År            | Lag           | Turnering     | Matcher | Mål | Assists | Poäng | Utv. |
| ------------- | ------------- | ------------- | ------- | --- | ------- | ----- | ---- |
| 2004          | Norge         | U18-VM        | 6       | 0   | 1       | 1     | 2    |
| 2005          | Norge         | JVM D1        | 5       | 0   | 2       | 2     | 2    |
| 2005          | Norge         | U18-VM D1     | 5       | 3   | 1       | 4     | 14   |
| 2006          | Norge         | JVM           | 6       | 0   | 0       | 0     | 12   |
| 2006          | Norge         | VM            | 6       | 0   | 0       | 0     | 2    |
| 2007          | Norge         | JVM D1        | 5       | 1   | 1       | 2     | 31   |
| 2007          | Norge         | VM            | 6       | 0   | 1       | 1     | 6    |
| 2008          | Norge         | VM            | 7       | 0   | 1       | 1     | 6    |
| 2009          | Norge         | VM            | 6       | 0   | 0       | 0     | 2    |
| 2010          | Norge         | VM            | 6       | 1   | 1       | 2     | 8    |
| 2011          | Norge         | VM            | 7       | 2   | 3       | 5     | 2    |
| 2012          | Norge         | VM            | 8       | 4   | 5       | 9     | 2    |
| 2013          | Norge         | VM            | 7       | 0   | 0       | 0     | 4    |
| 2014          | Norge         | OS            | 4       | 0   | 1       | 1     | 0    |
| 2014          | Norge         | VM            | 7       | 1   | 1       | 2     | 4    |
| 2015          | Norge         | VM            | 7       | 1   | 5       | 6     | 12   |
| 2016          | Norge         | VM            | 7       | 1   | 2       | 3     | 2    |
| 2017          | Norge         | VM            | 7       | 1   | 1       | 2     | 2    |
| 2018          | Norge         | OS            | 5       | 0   | 1       | 1     | 2    |
| 2018          | Norge         | VM            | 7       | 1   | 2       | 3     | 2    |
| 2019          | Norge         | VM            | 7       | 1   | 4       | 5     | 0    |
| 2021          | Norge         | VM            | 7       | 0   | 1       | 1     | 2    |
| Junior totalt | Junior totalt | Junior totalt | 27      | 4   | 5       | 9     | 61   |
| Senior totalt | Senior totalt | Senior totalt | 111     | 13  | 29      | 42    | 58   |